# A Gin no szadzsi fejezeteinek listája
Ez a lista Arakava Hiromu Gin no szadzsi című mangájának fejezeteit mutatja be.

## Fejezetlista
| Kötet | Cím | Cím | Megjelenési dátum | Megjelenési dátum |  |
| Kötet | Japán | Angol | Japán | Angol |  |
| ----- | --- | --- | --- | --- |  |
|       | | | | |  |
| 1     | | | 2011. július 15. | 2014. december 5. (Délkelet-Ázsia) 2018. február 20. (Észak-Amerika) |  |
| 1     | Fejezetek - 1. Haru no maki 1 (春の巻①, ’Tavasz fejezet, 1. rész’) - 2. Haru no maki 2 (春の巻②, ’Tavasz fejezet, 2. rész’) - 3. Haru no maki 3 (春の巻③, ’Tavasz fejezet, 3. rész’) - 4. Haru no maki 4 (春の巻④, ’Tavasz fejezet, 4. rész’) - 5. Haru no maki 5 (春の巻⑤, ’Tavasz fejezet, 5. rész’) - 6. Haru no maki 6 (春の巻⑥, ’Tavasz fejezet, 6. rész’) - 7. Haru no maki 7 (春の巻⑦, ’Tavasz fejezet, 7. rész’) - 8. Haru no maki 8 (春の巻⑧, ’Tavasz fejezet, 8. rész’) | Fejezetek - 1. Haru no maki 1 (春の巻①, ’Tavasz fejezet, 1. rész’) - 2. Haru no maki 2 (春の巻②, ’Tavasz fejezet, 2. rész’) - 3. Haru no maki 3 (春の巻③, ’Tavasz fejezet, 3. rész’) - 4. Haru no maki 4 (春の巻④, ’Tavasz fejezet, 4. rész’) - 5. Haru no maki 5 (春の巻⑤, ’Tavasz fejezet, 5. rész’) - 6. Haru no maki 6 (春の巻⑥, ’Tavasz fejezet, 6. rész’) - 7. Haru no maki 7 (春の巻⑦, ’Tavasz fejezet, 7. rész’) - 8. Haru no maki 8 (春の巻⑧, ’Tavasz fejezet, 8. rész’) | Szereplő(k) a borítón - Hacsiken Júgó Oldalszám 192 Animeepizódok 1. évad 1–4. epizód | Szereplő(k) a borítón - Hacsiken Júgó Oldalszám 192 Animeepizódok 1. évad 1–4. epizód |  |
| 1     | ISBN: ISBN 978-4-09-123180-2 | | | |  |
|       | | | | |  |
| 2     | | | 2011. december 14. | 2015. február 25. (Délkelet-Ázsia) 2018. április 24. (Észak-Amerika) |  |
| 2     | Fejezetek - 9. Haru no maki 9 (春の巻⑨, ’Tavasz fejezet, 9. rész’) - 10. Haru no maki 10 (春の巻⑩, ’Tavasz fejezet, 10. rész’) - 11. Nacu no maki 1 (夏の巻①, ’Nyár fejezet, 1. rész’) - 12. Nacu no maki 2 (夏の巻②, ’Nyár fejezet, 2. rész’) - 13. Nacu no maki 3 (夏の巻③, ’Nyár fejezet, 3. rész’) - 14. Nacu no maki 4 (夏の巻④, ’Nyár fejezet, 4. rész’) - 15. Nacu no maki 5 (夏の巻⑤, ’Nyár fejezet, 5. rész’) - 16. Nacu no maki 6 (夏の巻⑥, ’Nyár fejezet, 6. rész’) - 17. Nacu no maki 7 (夏の巻⑦, ’Nyár fejezet, 7. rész’) | Fejezetek - 9. Haru no maki 9 (春の巻⑨, ’Tavasz fejezet, 9. rész’) - 10. Haru no maki 10 (春の巻⑩, ’Tavasz fejezet, 10. rész’) - 11. Nacu no maki 1 (夏の巻①, ’Nyár fejezet, 1. rész’) - 12. Nacu no maki 2 (夏の巻②, ’Nyár fejezet, 2. rész’) - 13. Nacu no maki 3 (夏の巻③, ’Nyár fejezet, 3. rész’) - 14. Nacu no maki 4 (夏の巻④, ’Nyár fejezet, 4. rész’) - 15. Nacu no maki 5 (夏の巻⑤, ’Nyár fejezet, 5. rész’) - 16. Nacu no maki 6 (夏の巻⑥, ’Nyár fejezet, 6. rész’) - 17. Nacu no maki 7 (夏の巻⑦, ’Nyár fejezet, 7. rész’) | Szereplő(k) a borítón - Mikagehomare - Mikage Aki Oldalszám 192 Animeepizódok 1. évad 4–7. epizód | Szereplő(k) a borítón - Mikagehomare - Mikage Aki Oldalszám 192 Animeepizódok 1. évad 4–7. epizód |  |
| 2     | ISBN: ISBN 978-4-09-123427-8 | | | |  |
|       | | | | |  |
| 3     | | | 2012. április 18. | 2015. június 24. (Délkelet-Ázsia) 2018. június 19. (Észak-Amerika) |  |
| 3     | Fejezetek - 18. Nacu no maki 8 (夏の巻⑧, ’Nyár fejezet, 8. rész’) - 19. Nacu no maki 9 (夏の巻⑨, ’Nyár fejezet, 9. rész’) - 20. Nacu no maki 10 (夏の巻⑩, ’Nyár fejezet, 10. rész’) - 21. Nacu no maki 11 (夏の巻⑪, ’Nyár fejezet, 11. rész’) - 22. Nacu no maki 12 (夏の巻⑫, ’Nyár fejezet, 12. rész’) - 23. Nacu no maki 13 (夏の巻⑬, ’Nyár fejezet, 13. rész’) - 24. Nacu no maki 14 (夏の巻⑭, ’Nyár fejezet, 14. rész’) - 25. Nacu no maki 15 (夏の巻⑮, ’Nyár fejezet, 15. rész’) - 26. Nacu no maki 16 (夏の巻⑯, ’Nyár fejezet, 16. rész’) | Fejezetek - 18. Nacu no maki 8 (夏の巻⑧, ’Nyár fejezet, 8. rész’) - 19. Nacu no maki 9 (夏の巻⑨, ’Nyár fejezet, 9. rész’) - 20. Nacu no maki 10 (夏の巻⑩, ’Nyár fejezet, 10. rész’) - 21. Nacu no maki 11 (夏の巻⑪, ’Nyár fejezet, 11. rész’) - 22. Nacu no maki 12 (夏の巻⑫, ’Nyár fejezet, 12. rész’) - 23. Nacu no maki 13 (夏の巻⑬, ’Nyár fejezet, 13. rész’) - 24. Nacu no maki 14 (夏の巻⑭, ’Nyár fejezet, 14. rész’) - 25. Nacu no maki 15 (夏の巻⑮, ’Nyár fejezet, 15. rész’) - 26. Nacu no maki 16 (夏の巻⑯, ’Nyár fejezet, 16. rész’) | Szereplő(k) a borítón - Hacsiken Júgó - Butadon Oldalszám 192 Animeepizódok 1. évad 7–10. epizód | Szereplő(k) a borítón - Hacsiken Júgó - Butadon Oldalszám 192 Animeepizódok 1. évad 7–10. epizód |  |
| 3     | ISBN: ISBN 978-4-09-123653-1 | | | |  |
|       | | | | |  |
| 4     | | | 2012. július 18. | 2016. szeptember (Délkelet-Ázsia) 2018. augusztus 21. (Észak-Amerika) |  |
| 4     | Fejezetek - 27. Nacu no maki 17 (夏の巻⑰, ’Nyár fejezet, 17. rész’) - 28. Nacu no maki 18 (夏の巻⑱, ’Nyár fejezet, 18. rész’) - 29. Nacu no maki 19 (夏の巻⑲, ’Nyár fejezet, 19. rész’) - 30. Nacu no omoide (zenpen) (夏の思い出（前編）, ’Nyári emlékek (első rész)’) - 31. Nacu no omoide (kóhen) (夏の思い出（後編）, ’Nyári emlékek (második rész)’) - 32. Aki no maki 1 (秋の巻①, ’Ősz fejezet, 1. rész’) - 33. Aki no maki 2 (秋の巻②, ’Ősz fejezet, 2. rész’) - 34. Aki no maki 3 (秋の巻③, ’Ősz fejezet, 3. rész’) - 35. Aki no maki 4 (秋の巻④, ’Ősz fejezet, 4. rész’)                                                                  | Fejezetek - 27. Nacu no maki 17 (夏の巻⑰, ’Nyár fejezet, 17. rész’) - 28. Nacu no maki 18 (夏の巻⑱, ’Nyár fejezet, 18. rész’) - 29. Nacu no maki 19 (夏の巻⑲, ’Nyár fejezet, 19. rész’) - 30. Nacu no omoide (zenpen) (夏の思い出（前編）, ’Nyári emlékek (első rész)’) - 31. Nacu no omoide (kóhen) (夏の思い出（後編）, ’Nyári emlékek (második rész)’) - 32. Aki no maki 1 (秋の巻①, ’Ősz fejezet, 1. rész’) - 33. Aki no maki 2 (秋の巻②, ’Ősz fejezet, 2. rész’) - 34. Aki no maki 3 (秋の巻③, ’Ősz fejezet, 3. rész’) - 35. Aki no maki 4 (秋の巻④, ’Ősz fejezet, 4. rész’)                                                                  | Szereplő(k) a borítón - Komaba Icsiró - Beppu Taró - Hacsiken Júgó - Nisikava Hadzsime - Aikava Sinnoszuke - Tokiva Keidzsi Oldalszám 192 Animeepizódok 1. évad 5, 10–11. epizód, 2. évad 1–2. epizód                  | Szereplő(k) a borítón - Komaba Icsiró - Beppu Taró - Hacsiken Júgó - Nisikava Hadzsime - Aikava Sinnoszuke - Tokiva Keidzsi Oldalszám 192 Animeepizódok 1. évad 5, 10–11. epizód, 2. évad 1–2. epizód                  |  |
| 4     | ISBN: ISBN 978-4-09-123772-9 | | | |  |
|       | | | | |  |
| 5     | | | 2012. október 18. | 2018. október 30. (Észak-Amerika) |  |
| 5     | Fejezetek - 36. Aki no maki 5 (秋の巻⑤, ’Ősz fejezet, 5. rész’) - 37. Aki no maki 6 (秋の巻⑥, ’Ősz fejezet, 6. rész’) - 38. Aki no maki 7 (秋の巻⑦, ’Ősz fejezet, 7. rész’) - 39. Aki no maki 8 (秋の巻⑧, ’Ősz fejezet, 8. rész’) - 40. Aki no maki 9 (秋の巻⑨, ’Ősz fejezet, 9. rész’) - 41. Aki no maki 10 (秋の巻⑩, ’Ősz fejezet, 10. rész’) - 42. Aki no maki 11 (秋の巻⑪, ’Ősz fejezet, 11. rész’) - 43. Aki no maki 12 (秋の巻⑫, ’Ősz fejezet, 12. rész’) - 44. Aki no maki 13 (秋の巻⑬, ’Ősz fejezet, 13. rész’) | Fejezetek - 36. Aki no maki 5 (秋の巻⑤, ’Ősz fejezet, 5. rész’) - 37. Aki no maki 6 (秋の巻⑥, ’Ősz fejezet, 6. rész’) - 38. Aki no maki 7 (秋の巻⑦, ’Ősz fejezet, 7. rész’) - 39. Aki no maki 8 (秋の巻⑧, ’Ősz fejezet, 8. rész’) - 40. Aki no maki 9 (秋の巻⑨, ’Ősz fejezet, 9. rész’) - 41. Aki no maki 10 (秋の巻⑩, ’Ősz fejezet, 10. rész’) - 42. Aki no maki 11 (秋の巻⑪, ’Ősz fejezet, 11. rész’) - 43. Aki no maki 12 (秋の巻⑫, ’Ősz fejezet, 12. rész’) - 44. Aki no maki 13 (秋の巻⑬, ’Ősz fejezet, 13. rész’) | Szereplő(k) a borítón - Ikeda Csidori - Nakaja - Szuehiro Miszato - Fukubucso - Josino Majumi - Mikage Aki - Inada Tamako - Kitamacsi Minami Oldalszám 192 Animeepizódok 1. évad 2, 11. epizód, 2. évad 1–3, 5. epizód | Szereplő(k) a borítón - Ikeda Csidori - Nakaja - Szuehiro Miszato - Fukubucso - Josino Majumi - Mikage Aki - Inada Tamako - Kitamacsi Minami Oldalszám 192 Animeepizódok 1. évad 2, 11. epizód, 2. évad 1–3, 5. epizód |  |
| 5     | ISBN: ISBN 978-4-09-123886-3 | | | |  |
|       | | | | |  |
| 6     | | | 2013. január 18. | – |  |
| 6     | Fejezetek - 45. Aki no maki 14 (秋の巻⑭, ’Ősz fejezet, 14. rész’) - 46. Aki no maki 15 (秋の巻⑮, ’Ősz fejezet, 15. rész’) - 47. Aki no maki 16 (秋の巻⑯, ’Ősz fejezet, 16. rész’) - 48. Aki no maki 17 (秋の巻⑰, ’Ősz fejezet, 17. rész’) - 49. Aki no maki 18 (秋の巻⑱, ’Ősz fejezet, 18. rész’) - 50. Aki no maki 19 (秋の巻⑲, ’Ősz fejezet, 19. rész’) - 51. Aki no maki 20 (秋の巻⑳, ’Ősz fejezet, 20. rész’) - 52. Aki no maki 21 (秋の巻㉑, ’Ősz fejezet, 21. rész’) - 53. Aki no maki 22 (秋の巻㉒, ’Ősz fejezet, 22. rész’) | Fejezetek - 45. Aki no maki 14 (秋の巻⑭, ’Ősz fejezet, 14. rész’) - 46. Aki no maki 15 (秋の巻⑮, ’Ősz fejezet, 15. rész’) - 47. Aki no maki 16 (秋の巻⑯, ’Ősz fejezet, 16. rész’) - 48. Aki no maki 17 (秋の巻⑰, ’Ősz fejezet, 17. rész’) - 49. Aki no maki 18 (秋の巻⑱, ’Ősz fejezet, 18. rész’) - 50. Aki no maki 19 (秋の巻⑲, ’Ősz fejezet, 19. rész’) - 51. Aki no maki 20 (秋の巻⑳, ’Ősz fejezet, 20. rész’) - 52. Aki no maki 21 (秋の巻㉑, ’Ősz fejezet, 21. rész’) - 53. Aki no maki 22 (秋の巻㉒, ’Ősz fejezet, 22. rész’) | Szereplő(k) a borítón - Marron - Hacsiken Júgó Oldalszám 192 Animeepizódok 2. évad 4–6. epizód | Szereplő(k) a borítón - Marron - Hacsiken Júgó Oldalszám 192 Animeepizódok 2. évad 4–6. epizód |  |
| 6     | ISBN: ISBN 978-4-09-124169-6 | | | |  |
|       | | | | |  |
| 7     | | | 2013. április 18. | – |  |
| 7     | Fejezetek - 54. Aki no maki 23 (秋の巻㉓, ’Ősz fejezet, 23. rész’) - 55. Aki no maki 24 (秋の巻㉔, ’Ősz fejezet, 24. rész’) - 56. Aki no maki 25 (秋の巻㉕, ’Ősz fejezet, 25. rész’) - 57. Aki no maki 26 (秋の巻㉖, ’Ősz fejezet, 26. rész’) - 58. Aki no maki 27 (秋の巻㉗, ’Ősz fejezet, 27. rész’) - 59. Aki no maki 28 (秋の巻㉘, ’Ősz fejezet, 28. rész’) - 60. Aki no maki 29 (秋の巻㉙, ’Ősz fejezet, 29. rész’) - 61. Aki no maki 30 (秋の巻㉚, ’Ősz fejezet, 30. rész’) | Fejezetek - 54. Aki no maki 23 (秋の巻㉓, ’Ősz fejezet, 23. rész’) - 55. Aki no maki 24 (秋の巻㉔, ’Ősz fejezet, 24. rész’) - 56. Aki no maki 25 (秋の巻㉕, ’Ősz fejezet, 25. rész’) - 57. Aki no maki 26 (秋の巻㉖, ’Ősz fejezet, 26. rész’) - 58. Aki no maki 27 (秋の巻㉗, ’Ősz fejezet, 27. rész’) - 59. Aki no maki 28 (秋の巻㉘, ’Ősz fejezet, 28. rész’) - 60. Aki no maki 29 (秋の巻㉙, ’Ősz fejezet, 29. rész’) - 61. Aki no maki 30 (秋の巻㉚, ’Ősz fejezet, 30. rész’) | Szereplő(k) a borítón - Inada Tamako - Minamikudzsó Ajame Oldalszám 176 Animeepizódok 2. évad 6–7. epizód | Szereplő(k) a borítón - Inada Tamako - Minamikudzsó Ajame Oldalszám 176 Animeepizódok 2. évad 6–7. epizód |  |
| 7     | ISBN: ISBN 978-4-09-124285-3 | | | |  |
|       | | | | |  |
| 8     | | | 2013. július 11. | – |  |
| 8     | Fejezetek - 62. Aki no maki 31 (秋の巻㉛, ’Ősz fejezet, 31. rész’) - 63. Aki no maki 32 (秋の巻㉜, ’Ősz fejezet, 32. rész’) - 64. Fuju no maki 1 (冬の巻①, ’Tél fejezet, 1. rész’) - 65. Fuju no maki 2 (冬の巻②, ’Tél fejezet, 2. rész’) - 66. Fuju no maki 3 (冬の巻③, ’Tél fejezet, 3. rész’) - 67. Fuju no maki 4 (冬の巻④, ’Tél fejezet, 4. rész’) - 68. Fuju no maki 5 (冬の巻⑤, ’Tél fejezet, 5. rész’) - 69. Fuju no maki 6 (冬の巻⑥, ’Tél fejezet, 6. rész’) - 70. Fuju no maki 7 (冬の巻⑦, ’Tél fejezet, 7. rész’) | Fejezetek - 62. Aki no maki 31 (秋の巻㉛, ’Ősz fejezet, 31. rész’) - 63. Aki no maki 32 (秋の巻㉜, ’Ősz fejezet, 32. rész’) - 64. Fuju no maki 1 (冬の巻①, ’Tél fejezet, 1. rész’) - 65. Fuju no maki 2 (冬の巻②, ’Tél fejezet, 2. rész’) - 66. Fuju no maki 3 (冬の巻③, ’Tél fejezet, 3. rész’) - 67. Fuju no maki 4 (冬の巻④, ’Tél fejezet, 4. rész’) - 68. Fuju no maki 5 (冬の巻⑤, ’Tél fejezet, 5. rész’) - 69. Fuju no maki 6 (冬の巻⑥, ’Tél fejezet, 6. rész’) - 70. Fuju no maki 7 (冬の巻⑦, ’Tél fejezet, 7. rész’) | Szereplő(k) a borítón - Komaba Icsiró - Komaba Nino - Komaba Iszora Oldalszám 192 Animeepizódok 2. évad 8–10. epizód                                                                                                   | Szereplő(k) a borítón - Komaba Icsiró - Komaba Nino - Komaba Iszora Oldalszám 192 Animeepizódok 2. évad 8–10. epizód                                                                                                   |  |
| 8     | ISBN: ISBN 978-4-09-124346-1 | | | |  |
|       | | | | |  |
| 9     | | | 2013. október 18. | – |  |
| 9     | Fejezetek - 71. Fuju no maki 8 (冬の巻⑧, ’Tél fejezet, 8. rész’) - 72. Fuju no maki 9 (冬の巻⑨, ’Tél fejezet, 9. rész’) - 73. Fuju no maki 10 (冬の巻⑩, ’Tél fejezet, 10. rész’) - 74. Fuju no maki 11 (冬の巻⑪, ’Tél fejezet, 11. rész’) - 75. Fuju no maki 12 (冬の巻⑫, ’Tél fejezet, 12. rész’) - 76. Fuju no maki 13 (冬の巻⑬, ’Tél fejezet, 13. rész’) - 77. Fuju no maki 14 (冬の巻⑭, ’Tél fejezet, 14. rész’) - 78. Fuju no maki 15 (冬の巻⑮, ’Tél fejezet, 15. rész’) - 79. Fuju no maki 16 (冬の巻⑯, ’Tél fejezet, 16. rész’) | Fejezetek - 71. Fuju no maki 8 (冬の巻⑧, ’Tél fejezet, 8. rész’) - 72. Fuju no maki 9 (冬の巻⑨, ’Tél fejezet, 9. rész’) - 73. Fuju no maki 10 (冬の巻⑩, ’Tél fejezet, 10. rész’) - 74. Fuju no maki 11 (冬の巻⑪, ’Tél fejezet, 11. rész’) - 75. Fuju no maki 12 (冬の巻⑫, ’Tél fejezet, 12. rész’) - 76. Fuju no maki 13 (冬の巻⑬, ’Tél fejezet, 13. rész’) - 77. Fuju no maki 14 (冬の巻⑭, ’Tél fejezet, 14. rész’) - 78. Fuju no maki 15 (冬の巻⑮, ’Tél fejezet, 15. rész’) - 79. Fuju no maki 16 (冬の巻⑯, ’Tél fejezet, 16. rész’) | Szereplő(k) a borítón - Hacsiken Singo Oldalszám 192 Animeepizódok 2. évad 10–11. epizód | Szereplő(k) a borítón - Hacsiken Singo Oldalszám 192 Animeepizódok 2. évad 10–11. epizód |  |
| 9     | ISBN: ISBN 978-4-09-124474-1 | | | |  |
|       | | | | |  |
| 10    | | | 2014. január 8. | – |  |
| 10    | Fejezetek - 80. Fuju no maki 17 (冬の巻⑰, ’Tél fejezet, 17. rész’) - 81. Fuju no maki 18 (冬の巻⑱, ’Tél fejezet, 18. rész’) - 82. Fuju no maki 19 (冬の巻⑲, ’Tél fejezet, 19. rész’) - 83. Fuju no maki 20 (冬の巻⑳, ’Tél fejezet, 20. rész’) - 84. Fuju no maki 21 (冬の巻㉑, ’Tél fejezet, 21. rész’) - 85. Fuju no maki 22 (冬の巻㉒, ’Tél fejezet, 22. rész’) - 86. Fuju no maki 23 (冬の巻㉓, ’Tél fejezet, 23. rész’) - 87. Fuju no maki 24 (冬の巻㉔, ’Tél fejezet, 24. rész’) - 88. Fuju no maki 25 (冬の巻㉕, ’Tél fejezet, 25. rész’) | Fejezetek - 80. Fuju no maki 17 (冬の巻⑰, ’Tél fejezet, 17. rész’) - 81. Fuju no maki 18 (冬の巻⑱, ’Tél fejezet, 18. rész’) - 82. Fuju no maki 19 (冬の巻⑲, ’Tél fejezet, 19. rész’) - 83. Fuju no maki 20 (冬の巻⑳, ’Tél fejezet, 20. rész’) - 84. Fuju no maki 21 (冬の巻㉑, ’Tél fejezet, 21. rész’) - 85. Fuju no maki 22 (冬の巻㉒, ’Tél fejezet, 22. rész’) - 86. Fuju no maki 23 (冬の巻㉓, ’Tél fejezet, 23. rész’) - 87. Fuju no maki 24 (冬の巻㉔, ’Tél fejezet, 24. rész’) - 88. Fuju no maki 25 (冬の巻㉕, ’Tél fejezet, 25. rész’) | Szereplő(k) a borítón - Mikage Aki - Black King Oldalszám 196 Animeepizódok — | Szereplő(k) a borítón - Mikage Aki - Black King Oldalszám 196 Animeepizódok — |  |
| 10    | ISBN: ISBN 978-4-09-159177-7 | | | |  |
|       | | | | |  |
| 11    | | | 2014. március 5. | – |  |
| 11    | Fejezetek - 89. Fuju no maki 26 (冬の巻㉖, ’Tél fejezet, 26. rész’) - 90. Fuju no maki 27 (冬の巻㉗, ’Tél fejezet, 27. rész’) - 91. Fuju no maki 28 (冬の巻㉘, ’Tél fejezet, 28. rész’) - 92. Fuju no maki 29 (冬の巻㉙, ’Tél fejezet, 29. rész’) - 93. Fuju no maki 30 (冬の巻㉚, ’Tél fejezet, 30. rész’) - 94. Fuju no maki 31 (冬の巻㉛, ’Tél fejezet, 31. rész’) - 95. Fuju no maki 32 (冬の巻㉜, ’Tél fejezet, 32. rész’) - 96. Fuju no maki 33 (冬の巻㉝, ’Tél fejezet, 33. rész’) | Fejezetek - 89. Fuju no maki 26 (冬の巻㉖, ’Tél fejezet, 26. rész’) - 90. Fuju no maki 27 (冬の巻㉗, ’Tél fejezet, 27. rész’) - 91. Fuju no maki 28 (冬の巻㉘, ’Tél fejezet, 28. rész’) - 92. Fuju no maki 29 (冬の巻㉙, ’Tél fejezet, 29. rész’) - 93. Fuju no maki 30 (冬の巻㉚, ’Tél fejezet, 30. rész’) - 94. Fuju no maki 31 (冬の巻㉛, ’Tél fejezet, 31. rész’) - 95. Fuju no maki 32 (冬の巻㉜, ’Tél fejezet, 32. rész’) - 96. Fuju no maki 33 (冬の巻㉝, ’Tél fejezet, 33. rész’) | Szereplő(k) a borítón - Hacsiken Júgó - Klubvezető-helyettes Oldalszám 192 Animeepizódok — | Szereplő(k) a borítón - Hacsiken Júgó - Klubvezető-helyettes Oldalszám 192 Animeepizódok — |  |
| 11    | ISBN: ISBN 978-4-09-124574-8 | | | |  |
|       | | | | |  |
| 12    | | | 2014. augusztus 18. | – |  |
| 12    | Fejezetek - 97. Fuju no maki 34 (冬の巻㉞, ’Tél fejezet, 34. rész’) - 98. Siki no maki 1 (四季の巻①, ’Négy évszak fejezet, 1. rész’) - 99. Siki no maki 2 (四季の巻②, ’Négy évszak fejezet, 2. rész’) - 100. Siki no maki 3 (四季の巻③, ’Négy évszak fejezet, 3. rész’) - 101. Siki no maki 4 (四季の巻④, ’Négy évszak fejezet, 4. rész’) - 102. Siki no maki 5 (四季の巻⑤, ’Négy évszak fejezet, 5. rész’) - 103. Siki no maki 6 (四季の巻⑥, ’Négy évszak fejezet, 6. rész’) - 104. Siki no maki 7 (四季の巻⑦, ’Négy évszak fejezet, 7. rész’) - 105. Siki no maki 8 (四季の巻⑧, ’Négy évszak fejezet, 8. rész’)                                  | Fejezetek - 97. Fuju no maki 34 (冬の巻㉞, ’Tél fejezet, 34. rész’) - 98. Siki no maki 1 (四季の巻①, ’Négy évszak fejezet, 1. rész’) - 99. Siki no maki 2 (四季の巻②, ’Négy évszak fejezet, 2. rész’) - 100. Siki no maki 3 (四季の巻③, ’Négy évszak fejezet, 3. rész’) - 101. Siki no maki 4 (四季の巻④, ’Négy évszak fejezet, 4. rész’) - 102. Siki no maki 5 (四季の巻⑤, ’Négy évszak fejezet, 5. rész’) - 103. Siki no maki 6 (四季の巻⑥, ’Négy évszak fejezet, 6. rész’) - 104. Siki no maki 7 (四季の巻⑦, ’Négy évszak fejezet, 7. rész’) - 105. Siki no maki 8 (四季の巻⑧, ’Négy évszak fejezet, 8. rész’)                                  | Szereplő(k) a borítón - Marujama Noboru - Szakae Manami - Hacsiken Júgó - Mikage Aki - Isijama Kenta Oldalszám 192 Animeepizódok —                                                                                     | Szereplő(k) a borítón - Marujama Noboru - Szakae Manami - Hacsiken Júgó - Mikage Aki - Isijama Kenta Oldalszám 192 Animeepizódok —                                                                                     |  |
| 12    | ISBN: ISBN 978-4-09-125088-9 | | | |  |
|       | | | | |  |
| 13    | | | 2015. június 8. | – |  |
| 13    | Fejezetek - 106. Siki no maki 9 (四季の巻⑨, ’Négy évszak fejezet, 9. rész’) - 107. Siki no maki 10 (四季の巻⑩, ’Négy évszak fejezet, 10. rész’) - 108. Siki no maki 11 (四季の巻⑪, ’Négy évszak fejezet, 11. rész’) - 109. Siki no maki 12 (四季の巻⑫, ’Négy évszak fejezet, 12. rész’) - 110. Siki no maki 13 (四季の巻⑬, ’Négy évszak fejezet, 13. rész’) - 111. Siki no maki 14 (四季の巻⑭, ’Négy évszak fejezet, 14. rész’) - 112. Siki no maki 15 (四季の巻⑮, ’Négy évszak fejezet, 15. rész’) - 113. Siki no maki 16 (四季の巻⑯, ’Négy évszak fejezet, 16. rész’)                                                                            | Fejezetek - 106. Siki no maki 9 (四季の巻⑨, ’Négy évszak fejezet, 9. rész’) - 107. Siki no maki 10 (四季の巻⑩, ’Négy évszak fejezet, 10. rész’) - 108. Siki no maki 11 (四季の巻⑪, ’Négy évszak fejezet, 11. rész’) - 109. Siki no maki 12 (四季の巻⑫, ’Négy évszak fejezet, 12. rész’) - 110. Siki no maki 13 (四季の巻⑬, ’Négy évszak fejezet, 13. rész’) - 111. Siki no maki 14 (四季の巻⑭, ’Négy évszak fejezet, 14. rész’) - 112. Siki no maki 15 (四季の巻⑮, ’Négy évszak fejezet, 15. rész’) - 113. Siki no maki 16 (四季の巻⑯, ’Négy évszak fejezet, 16. rész’)                                                                            | Szereplő(k) a borítón - Hacsiken Júgó - Mikage Aki - Ókava Sinei - Josino Majumi - Beppu Taró - Nisikava Hadzsime Oldalszám 192 Animeepizódok —                                                                        | Szereplő(k) a borítón - Hacsiken Júgó - Mikage Aki - Ókava Sinei - Josino Majumi - Beppu Taró - Nisikava Hadzsime Oldalszám 192 Animeepizódok —                                                                        |  |
| 13    | ISBN: ISBN 978-4-09-126059-8 | | | |  |
|       | | | | |  |
| 14    | | | 2017. augusztus 18. | – |  |
| 14    | Fejezetek - 114. Siki no maki 17 (四季の巻⑰, ’Négy évszak fejezet, 17. rész’) - 115. Siki no maki 18 (四季の巻⑱, ’Négy évszak fejezet, 18. rész’) - 116. Siki no maki 19 (四季の巻⑲, ’Négy évszak fejezet, 19. rész’) - 117. Siki no maki 20 (四季の巻⑳, ’Négy évszak fejezet, 20. rész’) - 118. Siki no maki 21 (四季の巻㉑, ’Négy évszak fejezet, 21. rész’) - 119. Siki no maki 22 (四季の巻㉒, ’Négy évszak fejezet, 22. rész’) - 120. Siki no maki 23 (四季の巻㉓, ’Négy évszak fejezet, 23. rész’) - 121. Siki no maki 24 (四季の巻㉔, ’Négy évszak fejezet, 24. rész’) - 122. Siki no maki 25 (四季の巻㉕, ’Négy évszak fejezet, 25. rész’) | Fejezetek - 114. Siki no maki 17 (四季の巻⑰, ’Négy évszak fejezet, 17. rész’) - 115. Siki no maki 18 (四季の巻⑱, ’Négy évszak fejezet, 18. rész’) - 116. Siki no maki 19 (四季の巻⑲, ’Négy évszak fejezet, 19. rész’) - 117. Siki no maki 20 (四季の巻⑳, ’Négy évszak fejezet, 20. rész’) - 118. Siki no maki 21 (四季の巻㉑, ’Négy évszak fejezet, 21. rész’) - 119. Siki no maki 22 (四季の巻㉒, ’Négy évszak fejezet, 22. rész’) - 120. Siki no maki 23 (四季の巻㉓, ’Négy évszak fejezet, 23. rész’) - 121. Siki no maki 24 (四季の巻㉔, ’Négy évszak fejezet, 24. rész’) - 122. Siki no maki 25 (四季の巻㉕, ’Négy évszak fejezet, 25. rész’) | Szereplő(k) a borítón - Hacsiken Júgó - Maron - Mikage Aki Oldalszám 192 Animeepizódok — | Szereplő(k) a borítón - Hacsiken Júgó - Maron - Mikage Aki Oldalszám 192 Animeepizódok — |  |
| 14    | ISBN: ISBN 978-4-09-127720-6 | | | |  |

### Tankóbon formában még meg nem jelent fejezetek
1. Siki no maki 26 (四季の巻㉖?, ’Négy évszak fejezet, 26. rész’)

### Különfejezetek
Arakava két különleges Gin no szadzsi-fejezetet is készített Hoszono Fudzsihiko mangaka Heroes’ Comeback jótékonysági projektjéhez. A két fejezet eredetileg a Súkan Sónen Sunday 2013 tizenegyedik és tizenkettedik számában jelent meg. A történet középpontjában Hacsiken meidzsi-kori felmenői vannak. A nyolc mangaka tizenhárom különfejezete végül 2013. április 30-án a 3.11 vo vaszurenai tame ni Heroes’ Comeback (3.11を忘れないために ヒーローズ・カムバック, ’A hősök visszatérnek, ne feledd 3.11-et’) című tankóbonba összeszedve is megjelentek.